# Regeling opvang asielzoekers
ROA is een afkorting van Regeling Opvang Asielzoekers. Deze regeling was bedoeld voor asielzoekers die nog in afwachting van de uitslag van hun procedure in Nederland mochten blijven. Soms wachten de asielzoekers hun procedure af in een azc (asielzoekerscentrum). Vanwege de drukte in de azc's kregen de kansrijke asielzoekers een huis ergens in het land toegewezen. 
Deze regeling voor de opvang van asielzoekers bestaat echter niet meer. De regeling is in 1994 afgeschaft. Sindsdien kregen alleen asielzoekers met een VVTV of andere statushouders een huis toegewezen. Veel van de asielzoekers die in een ROA-huis woonden kregen een verblijfsvergunning of hun asielaanvraag werd alsnog afgewezen. Op dit moment wonen er echter nog steeds een klein tal asielzoekers in een ROA-huis. Exacte cijfers over het aantal ROA-asielzoekers zijn niet openbaar bekend. De groep is inmiddels zo klein geworden dat zij vaak vergeten wordt of ondanks uitgeprocedeerd te zijn niet uitgezet kan worden omdat zij nog een of andere procedure hebben lopen; of omdat zij gewoon technisch onverwijderbaar zijn. Vandaar dat er nog steeds asielzoekers in een ROA-huis wonen.
De regeling  werd aanvankelijk uitgevoerd door gemeenten in opdracht van het COA (Centraal Orgaan opvang Asielzoekers) en IND (Immigratie- en Naturalisatiedienst). In 2003 kregen alle gemeenten in Nederland de keuze om de beheer van het ROA-huis in eigen portefeuille te houden of over te dragen aan het COA. De meeste gemeenten hebben dat overgedragen. Alle vormen van asielzoekersopvang zijn nu gecentraliseerd en worden beheerd door het COA.